# 보르네오관박쥐
보르네오관박쥐(Rhinolophus borneensis)는 관박쥐과에 속하는 박쥐의 일종이다. 브루나이와 캄보디아, 라오스, 말레이시아, 베트남에서 발견된다.

## 특징
작은 박쥐로 전완장이 40~44mm이고 꼬리 길이가 21~26mm이다. 귀 길이는 17~19mm, 몸무게는 최대 8.5g이다. 등 쪽 털은 짙은 갈색부터 밝고 불그스레한 갈색까지 다양한 반면에 배 쪽은 좀더 밝다. 귀는 보통 크기이고 갈색을 띤다. 잎코는 적당히 길고 쐐기 모양의 피침형이다.

## 생태
대나무 구멍 속이나 바나나 나무 잎 아래, 바위틈에서 은신한다. 수천 마리로 무리를 지어 동굴 속에서 발견되기도 한다. 먹이는 곤충이다.

## 분포 및 서식지
인도차이나와 자와섬, 보르네오섬 그리고 인근 섬에 널리 분포한다. 일차림과 이차림에서 서식한다.

## 아종
4종의 아종이 알려져 있다.
- R. b. borneensis - 수마트라섬 남부, 보르네오섬, 라부안, 방기섬
- 꼰다오관박쥐 (R. b. chaseni) (Sanborn, 1939) - 캄보디아 북서부, 라오스 북동부, 베트남 북서부와 남부 꼰선섬, 말레이반도 북부
- R. b. importunus (Chasen, 1939) - 자와섬 서부
- R. b. spadix (Miller, 1901) - 나투나 제도 남부, 카리마타

아종 꼰다오관박쥐(R. b. chaseni)를 일부 학자들이 별도의 종으로 간주하기도 한다.